# Sault Ste. Marie (Michigan)
Sault Ste. Marie település az Amerikai Egyesült Államok Michigan államában, Chippewa megyében, melynek megyeszékhelye is. Lakosainak száma 13 337 fő (2020. április 1.).

## Népesség
A település népességének változása:

| 2010 | 14 144 |
| 2020 | 13 337 |